# Liste des lauréats du prix Shanti Swarup Bhatnagar en chimie
Le prix Shanti Swarup Bhatnagar de sciences et technologie est l'une des plus hautes distinctions scientifiques multidisciplinaires en Inde. Il a été créé en 1958 par le Conseil de recherche scientifique et industrielle, en l'honneur de Shanti Swarup Bhatnagar (en), son fondateur et directeur, et reconnaît l'excellence dans la recherche scientifique en Inde.

## Liste des lauréats

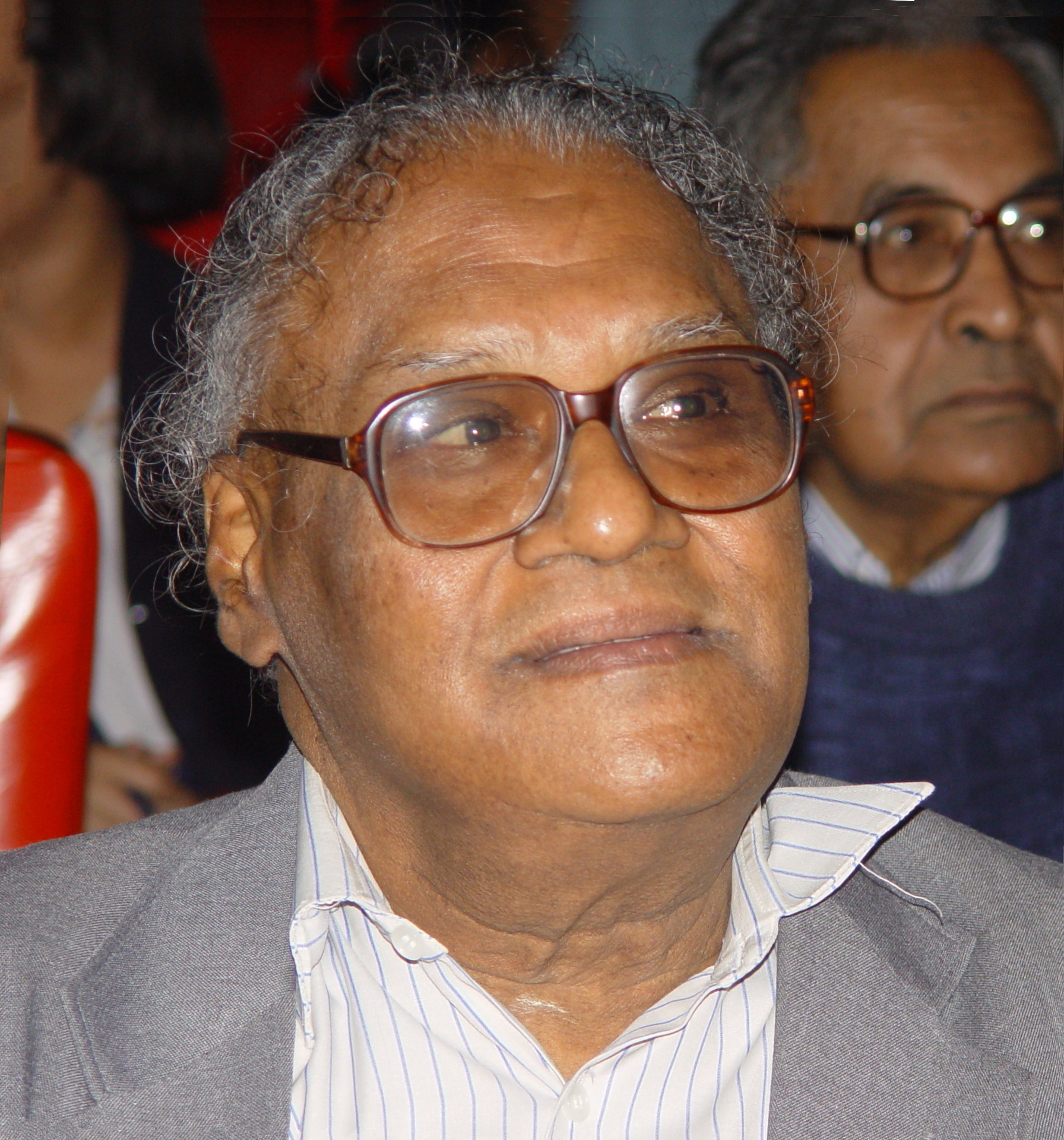
C. N. R. Rao.

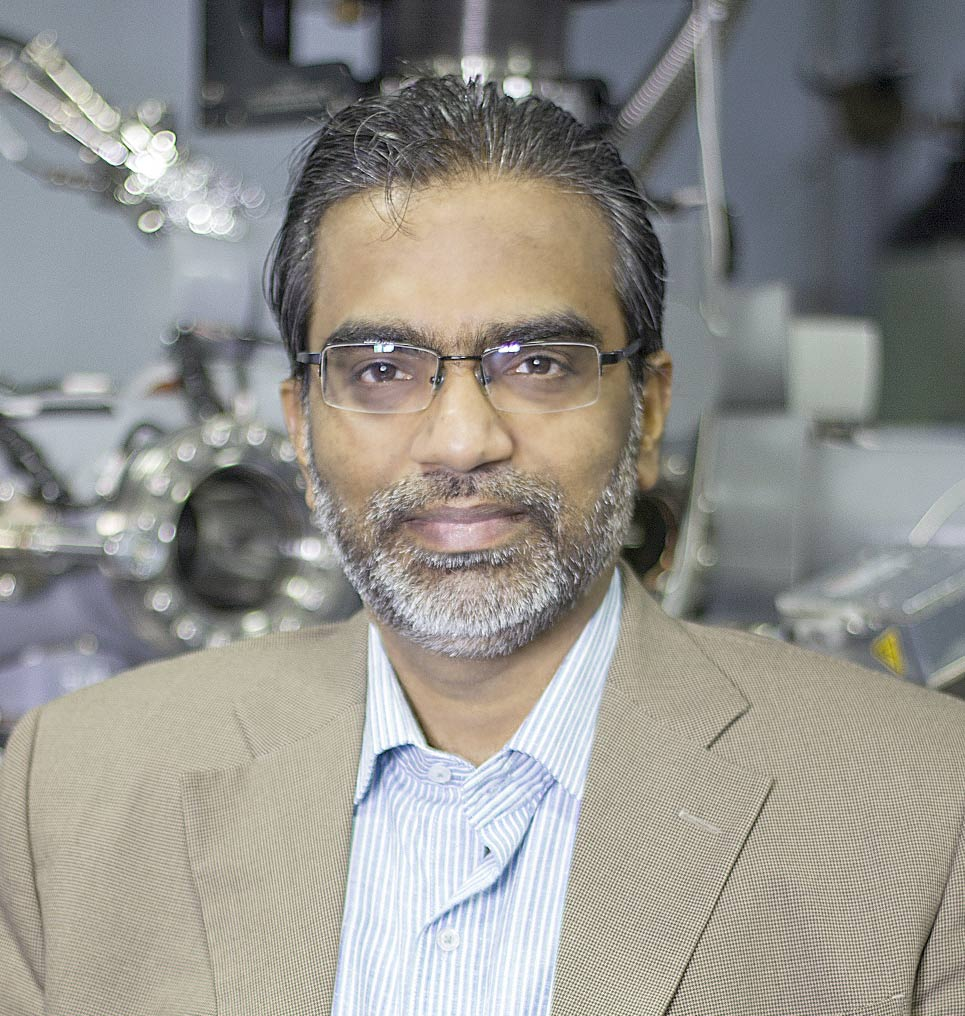
Thalappil Pradeep.

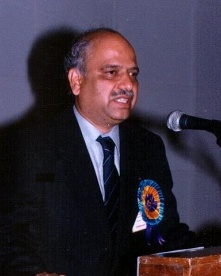
Shridhar Ramachandra Gadre.

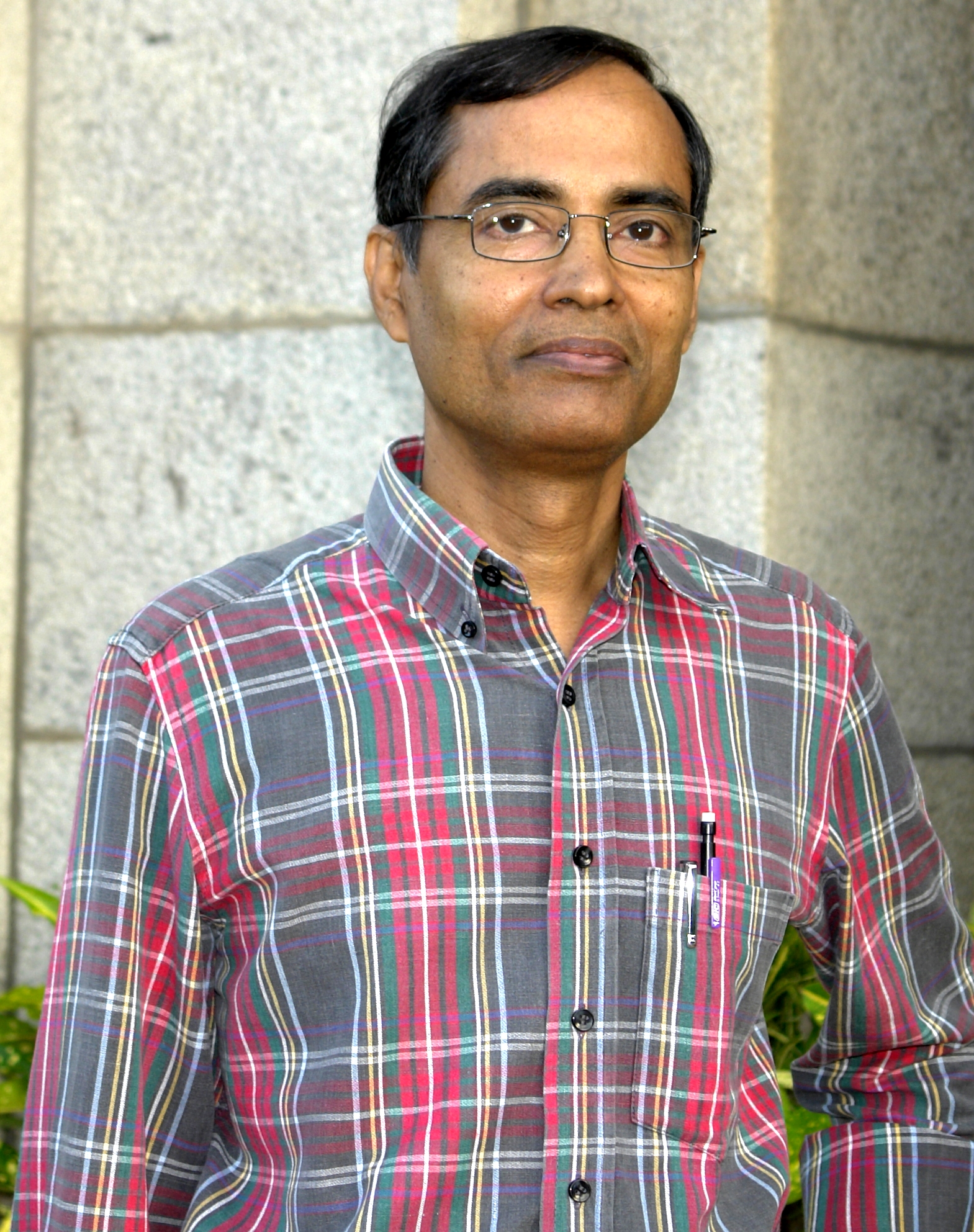
E. D. Jemmis.

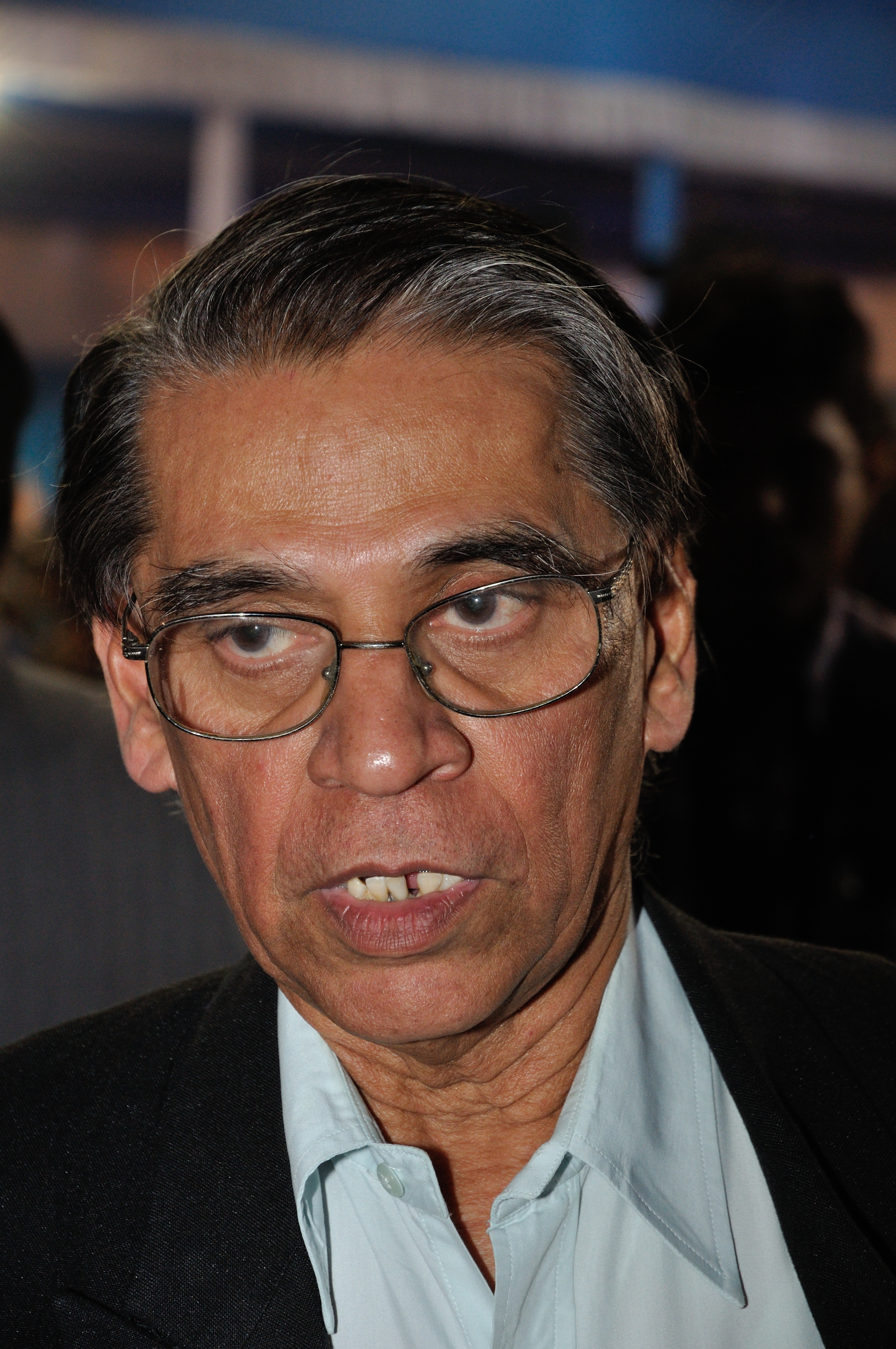
Thirumalachari Ramasami.

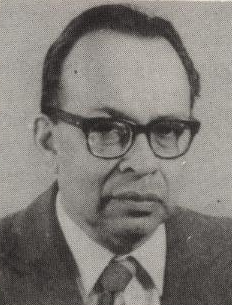
Manojit Mohan Dhar.

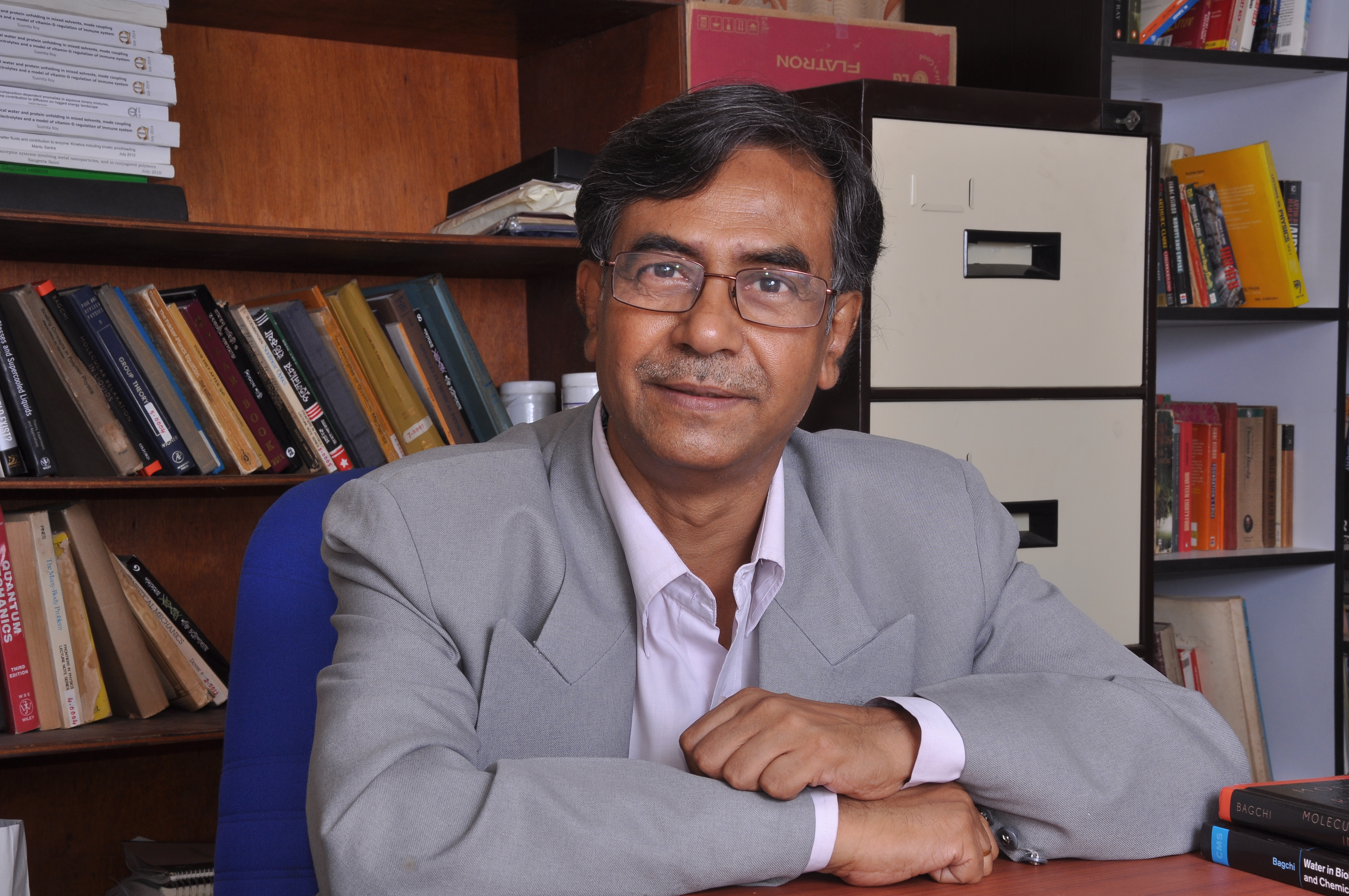
Biman Bagchi.

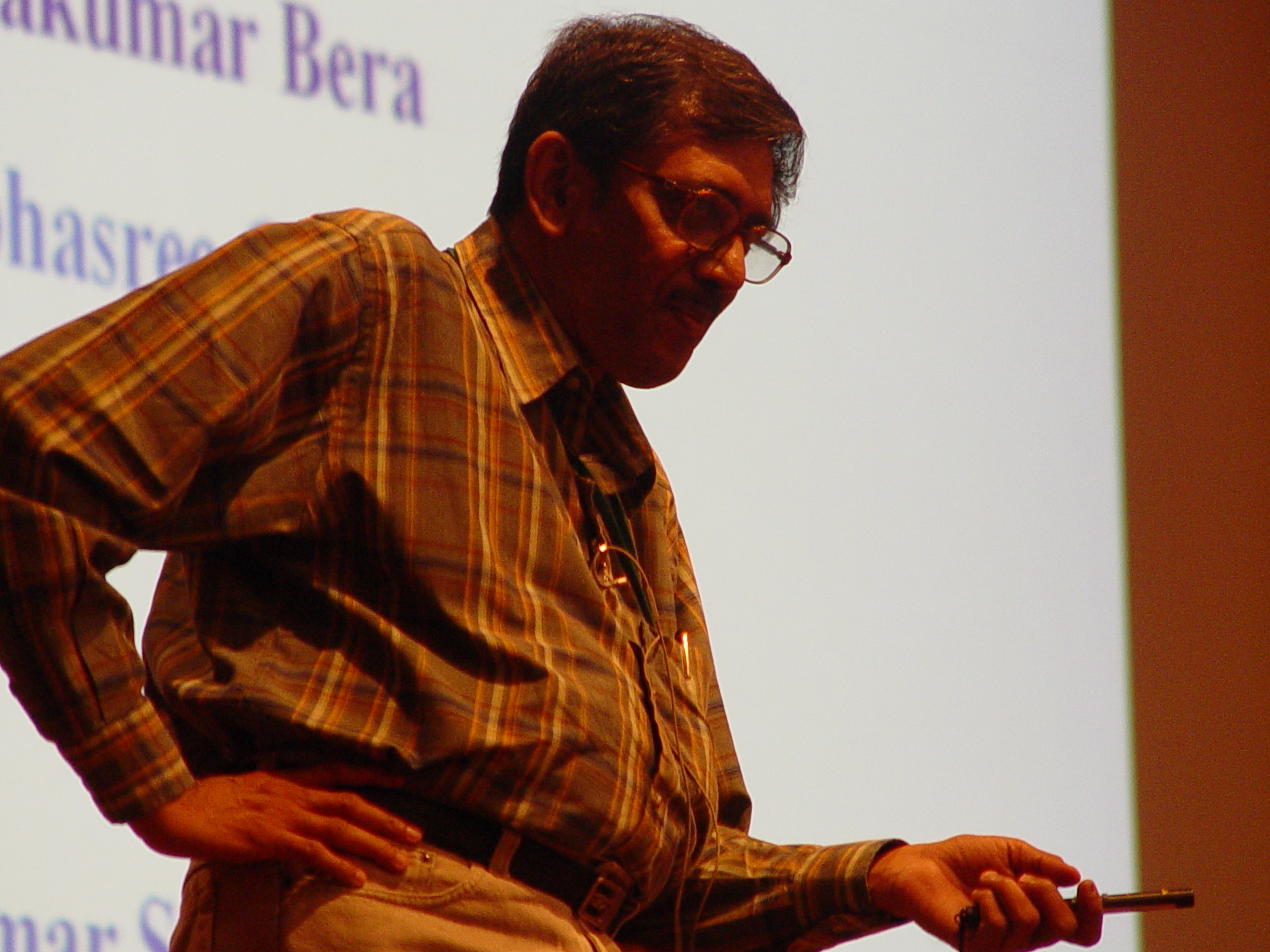
Debashis Mukherjee.

| Année | Lauréat                                | Lieu           | Spécialisation           |
| ----- | -------------------------------------- | -------------- | ------------------------ |
| 1960  | T. R. Govindachari (en)                | Tamil Nadu     | Chimie biominérale       |
| 1961  | Asima Chatterjee                       | West Bengal    | Herboristerie            |
| 1962  | Sasanka Chandra Bhattacharyya (en)     | West Bengal    | Chimie organique         |
| 1963  | Bal Dattatreya Tilak (en)              | Maharashtra    | Hétérocycle              |
| 1964  | Sukh Dev                               | Punjab         | Chimie organique         |
| 1965  | Sadhan Basu (en)                       | West Bengal    | Chimie macromoléculaire  |
| 1965  | Ram Charan Mehrotra (en)               | Uttar Pradesh  | Chimie organométallique  |
| 1966  | N. A. Ramaiah (en)                     | Andhra Pradesh | Chimie du sucre          |
| 1967  | Mushi Santappa (en)                    | Andhra Pradesh | Chimie physique          |
| 1968  | Chintamani Nagesa Ramachandra Rao (en) | Karnataka      | Chimie du solide         |
| 1969  | Amolak Chand Jain (en)                 | Delhi          | Chimie bioorganique      |
| 1970  | P. T. Narasimhan (en)                  | États-Unis     | Chimie théorique         |
| 1971  | Manojit Mohan Dhar (en)                | Uttar Pradesh  | Chimie médicale          |
| 1972  | A. P. B. Sinha (en)                    | États-Unis     | Chimie du solide         |
| 1972  | Satinder Vir Kessar (en)               | Haryana        | Chimie organique         |
| 1973  | Hirdaya Behari Mathur (en)             | Rajastan       | Spectroscopie            |
| 1973  | Manapurathu Verghese George (en)       | Kerala         | Photochimie              |
| 1974  | Usha Ranjan Ghatak (en)                | West Bengal    | Stéréochimie             |
| 1974  | Kuppuswamy Nagarajan (en)              | Tamil Nadu     | Chimie organique         |
| 1975  | Dewan Singh Bhakuni (en)               | Uttar Pradesh  | Chimie médicinale        |
| 1975  | Animesh Chakravorty (en)               | West Bengal    | Chimie minérale          |
| 1976  | Devadas Devaprabhakara (en)            | États-Unis     | Composé alicyclique      |
| 1977  | Subramania Ranganathan (en)            | Andhra Pradesh | Chimie organique         |
| 1977  | Mihir Chowdhury (en)                   | West Bengal    | Spectroscopie            |
| 1978  | Girjesh Govil (en)                     | Maharashtra    | Biophysique moléculaire  |
| 1978  | Goverdhan Mehta (en)                   | Rajastan       | Chimie organique         |
| 1981  | Dorairajan Balasubramanian (en)        | Tamil Nadu     | Biochimie                |
| 1981  | Bidyendu Mohan Deb (en)                | West Bengal    | Chimie théorique         |
| 1982  | Chunni Lal Khetrapal (en)              | Uttar Pradesh  | Physico-chimie           |
| 1982  | G. S. R. Subba Rao (en)                | Andhra Pradesh | Synthèse organique       |
| 1983  | Naba Kishore Ray (en)                  | Odisha         | Chimie numérique         |
| 1983  | Samaresh Mitra (en)                    | West Bengal    | Chimie biologique        |
| 1984  | Paramasivam Natarajan (en)             | Tamil Nadu     | Photochimie              |
| 1984  | Kalya Jagannath Rao (en)               | Karnataka      | Nanomatériaux            |
| 1986  | Padmanabhan Balaram (en)               | Maharashtra    | Biochimie                |
| 1987  | Debashis Mukherjee (en)                | West Bengal    | Chimie théorique         |
| 1988  | Kaushal Kishore                        | Uttar Pradesh  | Chimie macromoléculaire  |
| 1989  | Srinivasan Chandrasekaran (en)         | Tamil Nadu     | Chimie organométallique  |
| 1989  | Mihir Kanti Chaudhuri (en)             | Assam          | Chimie minérale          |
| 1990  | Narayanasami Sathyamurthy (en)         | Tamil Nadu     | Chimie théorique         |
| 1990  | B. M. Choudary (en)                    | Andhra Pradesh | Nanomatériaux            |
| 1991  | Biman Bagchi (en)                      | Karnataka      | Chimie biophysique       |
| 1991  | Jhillu Singh Yadav (en)                | Andhra Pradesh | Agrochimie               |
| 1992  | Suryanarayanasastry Ramasesha (en)     | Karnataka      | Électronique moléculaire |
| 1992  | Sumit Bhaduri (en)                     | West Bengal    | Chimie organométallique  |
| 1993  | Shridhar Ramachandra Gadre (en)        | Maharashtra    | Chimie théorique         |
| 1993  | Thirumalachari Ramasami (en)           | Tamil Nadu     | Chimie minérale          |
| 1994  | Dipankar Das Sarma (en)                | West Bengal    | Chimie du solide         |
| 1994  | Eluvathingal Devassy Jemmis (en)       | Kerala         | Chimie théorique         |
| 1995  | Jayaraman Chandrasekhar (en)           | Karnataka      | Chimie numérique         |
| 1995  | Kizhakeyil Lukose Sebastian (en)       | Kerala         | Chimie théorique         |
| 1996  | Mariappan Periasamy (en)               | Tamil Nadu     | Chimie organique         |
| 1996  | Narayanan Chandrakumar (en)            | Tamil Nadu     | Chimie physique          |
| 1997  | Adusumilli Srikrishna (en)             | Andhra Pradesh | Chimie organique         |
| 1997  | Kankan Bhattacharyya (en)              | West Bengal    | Spectroscopie laser      |
| 1998  | Akhil Ranjan Chakravarty (en)          | Karnataka      | Chimie biominérale       |
| 1998  | Krishna N. Ganesh (en)                 | Karnataka      | Chimie bioorganique      |
| 1999  | Ganesh Prasad Pandey (en)              | Uttar Pradesh  | Chimie organique         |
| 1999  | Deb Shankar Ray (en)                   | West Bengal    | Spectroscopie            |
| 2000  | Pradeep Mathur                         | Iran           | Chimie organométallique  |
| 2000  | Sourav Pal (en)                        | Maharashtra    | Chimie théorique         |
| 2001  | Uday Maitra (en)                       | Karnataka      | Chimie supramoléculaire  |
| 2001  | Tavarekere Kalliah Chandrashekar (en)  | Karnataka      | Chimie biominérale       |
| 2002  | Tushar Kanti Chakraborty (en)          | Karnataka      | Chimie organique         |
| 2002  | Murali Sastry (en)                     | Tamil Nadu     | Nanomatériaux            |
| 2003  | Santanu Bhattacharya (en)              | Karnataka      | Biochimie                |
| 2003  | Vadapalli Chandrasekhar (en)           | Uttar Pradesh  | Chimie minérale          |
| 2004  | Siva Umapathy (en)                     | Karnataka      | Photochimie              |
| 2004  | Vinod K. Singh (en)                    | Uttar Pradesh  | Ligand chiral            |
| 2005  | Samaresh Bhattacharya (en)             | West Bengal    | Chimie minérale          |
| 2005  | Subramaniam Ramakrishnan (en)          | Karnataka      | Chimie macromoléculaire  |
| 2006  | Srinivasan Sampath (en)                | Karnataka      | Électrochimie            |
| 2006  | K. George Thomas (en)                  | Kerala         | Photochimie              |
| 2007  | Amalendu Chandra (en)                  | West Bengal    | Mécanique des fluides    |
| 2007  | Ayyappanpillai Ajayaghosh (en)         | Kerala         | Chimie supramoléculaire  |
| 2008  | Thalappil Pradeep (en)                 | Kerala         | Nanoparticules           |
| 2008  | Jarugu Narasimha Moorthy (en)          | Andhra Pradesh | Chimie organique         |
| 2009  | Charusita Chakravarty (en)             | Delhi          | Chimie théorique         |
| 2009  | Narayanaswamy Jayaraman (en)           | Tamil Nadu     | Chimie organique         |
| 2010  | Sandeep Verma (en)                     | Uttar Pradesh  | Chimie biominérale       |
| 2010  | Swapan Kumar Pati (en)                 | West Bengal    | Phénomène magnétique     |
| 2011  | Garikapati Narahari Sastry (en)        | Andhra Pradesh | Chimie numérique         |
| 2011  | Balasubramanian Sundaram (en)          | Karnataka      | Chimie numérique         |
| 2012  | Gangadhar J. Sanjayan (en)             | Kerala         | Chimie biominérale       |
| 2012  | Govindasamy Mugesh (en)                | Tamil Nadu     | Chimie médicinale        |
| 2013  | Yamuna Krishnan (en)                   | Karnataka      | Chimie organique         |
| 2014  | Souvik Maiti (en)                      | West Bengal    | Chimie biophysique       |
| 2014  | Kavirayani Ramakrishna Prasad (en)     | Karnataka      | Chimie organique         |
| 2015  | D. Srinivasa Reddy (en)                | Andhra Pradesh | Chimie médicinale        |
| 2015  | Pradyut Ghosh (en)                     | West Bengal    | Chimie minérale          |
| 2016  | Partha Sarathi Mukherjee (en)          | West Bengal    | Chimie supramoléculaire  |
| 2017  | G. Naresh Patwari (en)                 | Telangana      | Spectroscopie            |